# Aristolochia wrightii
Aristolochia wrightii Seem. – gatunek rośliny z rodziny kokornakowatych (Aristolochiaceae Juss.). Występuje naturalnie w Meksyku i Stanach Zjednoczonych (w zachodniej części Teksasu oraz w południowej części Nowego Meksyku).

## Morfologia
PokrójBylina o wyprostowanych, lekko owłosionych i żółtawych pędach. Dorasta do 40 cm wysokości.
LiścieSą mniej lub bardziej potrójnie klapowane. Mają owalny lub grotowaty kształt. Mają 1–4 cm długości oraz 2–4 cm szerokości. Nasada liścia ma sercowaty lub grotowaty kształt. Z tępym lub ostrym wierzchołkiem. Ogonek liściowy jest nagi i ma długość 1–3 cm.
KwiatyZygomorficzne, pojedyncze. Mają brązowo-purpurową barwę. Dorastają do 15 mm długości i 3 mm średnicy. Mają kształt wyprostowanej tubki. Łagiewka jest kulista u podstawy.
OwoceTorebki o kulistym kształcie. Mają 1–2 cm długości i 1–3 cm szerokości. Pękają przy wierzchołku.

## Biologia i ekologia
Rośnie na skalistych zboczach. Występuje na wysokości od 500 do 2000 m n.p.m.